# Herman & Wiel Teeuwen Memorial
De Herman & Wiel Teeuwen Memorial is een door VVV-Venlo georganiseerde voetbalwedstrijd, waar een trofee mee te verdienen valt. VVV neemt het dan op tegen een andere tegenstander uit binnen- of buitenland. Aanvankelijk ging het daarbij om een spraakmakende tegenstander, maar in de loop der jaren heeft de Memorial aan glans verloren. Het bleek steeds moeilijker een tegenstander te vinden vanwege het stijgende kostenplaatje en het besluit van de overheid om bij oefenwedstrijden geen politie in te zetten. De Memorial is vernoemd naar Herman Teeuwen, een oud-speler en scout van VVV die in 2003 overleed. Na het overlijden in 2024 van zijn broer Wiel, die eveneens verdienstelijk is geweest voor de club als speler en manager, is besloten om de Herman Teeuwen Memorial vanaf 2025 om te dopen in Herman & Wiel Teeuwen Memorial.
Als er na 90 minuten nog geen winnaar is in de Memorial worden er strafschoppen genomen.
Volgens traditie wordt voorafgaand aan de wedstrijd de Jan Klaassens Award uitgereikt aan het grootste talent uit de eigen jeugdopleiding van VVV.

## Edities
De eerste editie van de Herman Teeuwen Memorial was in 2004. VVV speelde toen tegen RSC Anderlecht. RSC Anderlecht won de wedstrijd met 1-0 door een goal van Aruna Dindane. In 2005 won VVV van Roda JC. In de editie van 2006 werd Borussia Mönchengladbach met 2-1 verslagen. In 2007 was PSV de tegenstander. Na een eindstand van 1-1 won PSV na strafschoppen. In 2008 was PSV opnieuw de tegenstander; dat was een voorwaarde in de transfer van Nordin Amrabat naar PSV. De wedstrijd eindigde in 1-1 waarna er opnieuw strafschoppen genomen dienden te worden genomen, ditmaal was VVV te sterk. Ook de vijfde editie werd beslist na strafschoppen. Nadat VVV in de editie van 2009 Feyenoord op 2-2 had gehouden, bleken zij in de penaltyreeks de sterkste. In 2010 verloor VVV de Herman Teeuwen Memorial van Borussia Mönchengladbach, zo liet VVV het na om voor het derde jaar op rij de Memorial te winnen. In 2011 ging de winst wel weer naar de thuisclub, met doelpunten van Bryan Linssen en Yanic Wildschut bleef VVV ongeslagen in de oefenperiode voorafgaand aan het seizoen 2011/2012.
In 2012 moesten opnieuw strafschoppen de beslissing brengen. Hieruit kwam het Spaanse CA Osasuna als winnaar. De tiende editie van de Memorial werd gewonnen door VVV na een 1-0 overwinning op OFI Kreta. Pim Balkestein was de maker van het enige, winnende doelpunt. De vijftiende editie was een prooi voor VVV dat FC Twente met 2-1 versloeg. De twintigste, meest recente editie van de Memorial werd gewonnen door SC Cambuur.

## Wedstrijden
| Editie en datum              | Wedstrijd                                                                       | Wedstrijd          | Wedstrijd                                      |
| Editie en datum              | Winnaar                                                                         | Resultaat          | Verliezer                                      |
| ---------------------------- | ------------------------------------------------------------------------------- | ------------------ | ---------------------------------------------- |
| 1. vrijdag 23 juli 2004      | RSC Anderlecht Dindane 19'                                                      | 1 - 0              | VVV-Venlo                                      |
| 2. zaterdag 30 juli 2005     | VVV-Venlo Jans 7'                                                               | 1 - 0              | Roda JC                                        |
| 3. zaterdag 22 juli 2006     | VVV-Venlo Kantelberg 18', 21'                                                   | 2 - 1              | Borussia Mönchengladbach 10' Delura            |
| 4. woensdag 25 juli 2007     | PSV Afellay 60'                                                                 | 1 - 1 (8 - 7) Pen. | VVV-Venlo 28' Kantelberg                       |
| 5. woensdag 30 juli 2008     | VVV-Venlo Calabro 90'                                                           | 1 - 1 (4 - 2) Pen. | PSV 3' Afellay                                 |
| 6. zaterdag 11 juli 2009     | VVV-Venlo Honda 42', 83'                                                        | 2 - 2 (4 - 1) Pen. | Feyenoord 57' Fer 58' Bruins                   |
| 7. zaterdag 24 juli 2010     | Borussia Mönchengladbach Arango 25' Matmour 83'                                 | 2 - 1              | VVV-Venlo 23' Uchebo                           |
| 8. zaterdag 30 juli 2011     | VVV-Venlo Linssen 20' Wildschut 35'                                             | 2 - 0              | Getafe CF                                      |
| 9. zaterdag 28 juli 2012     | CA Osasuna Nino 31'                                                             | 1 - 1 (4 - 1) Pen. | VVV-Venlo 16' Nwofor                           |
| 10. zaterdag 20 juli 2013    | VVV-Venlo Balkestein 76'                                                        | 1 - 0              | OFI Kreta                                      |
| 11. zaterdag 26 juli 2014    | AZ Henriksen 84' Ortíz 90'                                                      | 2 - 0              | VVV-Venlo                                      |
| 12. zaterdag 1 augustus 2015 | PEC Zwolle Becker 32' Veldwijk 54'                                              | 2 - 1              | VVV-Venlo 60' (pen.) Seuntjens                 |
| 13. zaterdag 30 juli 2016    | VVV-Venlo Hunte 9' V. van Crooij 54', 59', 65' Receveur 58' Seuntjens 78'       | 6 - 1              | West Ham United Development Squad 46' Martínez |
| 14. donderdag 27 juli 2017   | VVV-Venlo Thy 3' Seuntjens 55'                                                  | 2 - 0              | Real Sociedad                                  |
| 15. vrijdag 27 juli 2018     | VVV-Venlo Sušić 2' (pen.) Grot 21'                                              | 2 - 1              | FC Twente 75' Oosterwijk                       |
| 16. zaterdag 27 juli 2019    | Panathinaikos Kampetsis 85'                                                     | 1 - 0              | VVV-Venlo                                      |
| 17. vrijdag 4 september 2020 | Borussia Mönchengladbach Stindl 8' Bensebaini 36' (pen.) Müsel 47' Herrmann 56' | 4 - 0              | VVV-Venlo                                      |
| 18. zaterdag 31 juli 2021    | Panathinaikos Aitor 38' Ngbakoto 45'                                            | 2 - 2 (5 - 3) Pen. | VVV-Venlo 10' Braken 71' Van Rooijen           |
| 19. zaterdag 30 juli 2022    | VVV-Venlo                                                                       | geschrapt          |                                                |
| 19. zaterdag 5 augustus 2023 | Fortuna Sittard Gladon 11' (pen.) Gladon 73' (pen.) Bulut 81'                   | 3 - 2              | VVV-Venlo 32' Kosidis 83' Ketting              |
| 20. vrijdag 2 augustus 2024  | SC Cambuur Van der Water 17'                                                    | 1 - 0              | VVV-Venlo                                      |
| 21. zaterdag 2 augustus 2025 | VVV-Venlo Matoug 66' Zandbergen 79'                                             | 2 - 1              | FC Volendam 82' Van Cruijsen                   |

## Winnaars
| jaar | winnaar                  |
| ---- | ------------------------ |
| 2004 | RSC Anderlecht           |
| 2005 | VVV-Venlo                |
| 2006 | VVV-Venlo                |
| 2007 | PSV                      |
| 2008 | VVV-Venlo                |
| 2009 | VVV-Venlo                |
| 2010 | Borussia Mönchengladbach |
| 2011 | VVV-Venlo                |
| 2012 | CA Osasuna               |
| 2013 | VVV-Venlo                |
| 2014 | AZ                       |
| 2015 | PEC Zwolle               |
| 2016 | VVV-Venlo                |
| 2017 | VVV-Venlo                |
| 2018 | VVV-Venlo                |
| 2019 | Panathinaikos            |
| 2020 | Borussia Mönchengladbach |
| 2021 | Panathinaikos            |
| 2022 | niet gespeeld            |
| 2023 | Fortuna Sittard          |
| 2024 | SC Cambuur               |
| 2025 | VVV-Venlo                |